# Dzianis Mihal
Dzianis Mihal, né le 5 octobre 1985, est un rameur biélorusse.

## Palmarès

### Jeux olympiques
- 2008, à Pékin ( Chine)
  - e
- 2012, à Londres ( Royaume-Uni)
  - e

### Championnats d'Europe
- 2007, à Poznań ( Pologne)
  -  Médaille de bronze en Quatre de couple
- 2009, à Brest ( Biélorussie)
  -  Médaille d'argent en Quatre de couple
- 2015, à Poznań ( Pologne)
  -  Médaille de bronze en Quatre de pointe